# 이시마 (나가사키현)
이시마(伊島, 표준어: 이시마섬)는 일본 규슈 나가사키현 사세보시의 섬이다.